# Václav Sloup
Václav Sloup (* 1. März 1936 in Tlustice, Tschechoslowakei; † 18. Juli 2014 in Libochovice) war ein tschechoslowakischer bzw. tschechischer Schauspieler.

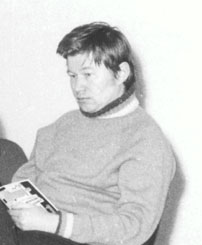
Václav Sloup, 1969

## Laufbahn
Sloup wurde im heutigen Okres Beroun geboren und war Sohn eines Tischlers. Nach dem Abitur arbeitete er in einer Gießerei und absolvierte danach seinen Militärdienst. Dort gewann er mit Jiří Wolkers Ballade vom Matrosen einen Rezitationswettbewerb und studierte nach der Demobilisierung an der Akademie der musischen Künste in Prag. Zu seinen Kommilitonen gehörten Ladislav Mrkvička, Josef Abrhám und Jiří Krampol, mit Letzterem war Sloup bis zu seinem Lebensende befreundet. Von 1962 bis 1977 trat er am Divadlo Na zábradlí auf und wechselte anschließend an das S. K. Neumann Theater. 1983 ging er letztlich an das Divadlo na Vinohradech und spielte dort bis 1998. Danach war Sloup ohne feste Anstellung, stand aber dennoch regelmäßig auf der Bühne, z. B. am Hudební divadlo Karlín.
Ab den späten 1950er Jahren trat er im Film auf und gab dort oftmals volkstümliche, komödiantische Nebenfiguren. Des Weiteren war Sloup häufig im Fernsehen zu sehen, zuerst in Záhada hlavolamu (1969). Er nahm bis 2010 regelmäßig Engagements an. Neben tschechoslowakischen bzw. tschechischen Produktionen war Sloup auch Darsteller im bundesdeutschen Film Traumstadt (1973), wo seine Rolle jedoch von Klaus Löwitsch gesprochen wurde. Zu seinen weiteren deutschen Synchronsprechern gehörten Ernst Meincke, Horst Manz und Hasso Billerbeck.
Sloup war geschieden und hatte mit seiner Exfrau Alena eine Tochter. Er lebte zuletzt in einem Pflegeheim.

## Theaterarbeit (Auswahl)

### Divadlo Na zábradlí
- König Ubu
- Warten auf Godot

### S. K. Neumann Theater
- Tartuffe
- Der wundertätige Hut – von Václav Kliment Klicpera
- Die Komödie der Irrungen

### Divadlo na Vinohradech
- Macbeth
- Schwejk
- Der Besuch der alten Dame

### Hudební divadlo Karlín
- My Fair Lady

## Filmografie (Auswahl)
- 1959: König des Böhmerwaldes (Král Šumavy)
- 1960: Romeo, Julia und die Finsternis (Romeo, Julie a tma)
- 1961: Fackeln (Pochodne)
- 1961: Die Diebe von Pavlov (Žalobníci)
- 1961: Vater gesucht (Hledá se táta)
- 1962: Auf geheimer Welle (Kohout plaší smrt)
- 1963: Wir waren zehn (Bylo nás deset)
- 1963: Der Gurkenheld (Okurkový hrdina)
- 1964: Der Schrei (Křik) (Synchronsprecher für Ladislav Otmar)
- 1966: Wo das Alibi nicht genügt (Kde alibi nestačí)
- 1966: Transit carlsbad
- 1966: Komödiantenwagen (Lidé z maringotek)
- 1971: Die Hochzeit des Herrn Peter Vok (Svatby pana Voka)
- 1971: Einer von Ihnen ist der Mörder (Jeden z nich je vrah)
- 1973: Traumstadt
- 1973: Don Juan
- 1975: Katharina und ihre Töchter (Kateřina a její děti)
- 1975: Ein fideles Haus (Chalupáři)
- 1976: Die verkaufte Braut (Prodaná nevěsta)
- 1977: Die Kriminalfälle des Majors Zeman (30 případů majora Zemana)
- 1977: Wie wäre es mit Spinat? (Což takhle dát si špenát)
- 1978: Das Geheimnis des Weidenkorbs (Tajemství proutěného košíku)
- 1978/81: Das Krankenhaus am Rande der Stadt (Nemocnice na kraji města)
- 1979: Theodor, der Misanthrop (Já už budu hodný, dědečku!)
- 1979: Auf der Spur des Wilderers (Na pytlácké stezce)
- 1979: Die Blechkavallerie (Plechová kavalérie)
- 1980: Der Dorfnapoleon (Tchán)
- 1980: Die Märchenbraut (Arabela)
- 1980: Hinter dem Dornenstrauch (Za trnkovým keřem)
- 1983: Ein spottbilliger Junge (Kluk za dvě pětky)
- 1985: Der fesche Hubert (Fešák Hubert)
- 1983: Der Hirtenjunge aus dem Tal (Pasáček z doliny)
- 1986: Eine zauberhafte Erbschaft (Čarovné dědictví)
- 1986: Junger Wein (Mladé víno)
- 1986: Spanische Parodontose (Španělská paradentenza)
- 1986: Berühmte Räubergeschichten aus aller Welt (Slavné historky zbojnické)
- 1987: Die pfiffige Fünf (Pětka s hvězdičkou)
- 1987: Prinzessin Julia (O zatoulané princezně)
- 1988/89: Hamster im Nachthemd (Křeček v noční košili)
- 1991: Das Geheimnis der weißen Hirsche (Území bílých králů)
- 1992: Lady Macbeth von Mzensk (Lady Macbeth of Mtsensk)
- 1992: Das Kollier (Náhrdelník)
- 2006/08: Die Gasse (Ulice)